# Gałków Mały
Gałków Mały – wieś w Polsce położona w województwie łódzkim, w powiecie łódzkim wschodnim, w gminie Koluszki.
Wieś biskupstwa włocławskiego w powiecie brzezińskim województwa łęczyckiego w końcu XVI wieku. W latach 1975–1998 miejscowość administracyjnie należała do województwa piotrkowskiego.
W 2021 wieś liczyła 2 034 mieszkańców. W Gałkowie Małym znajduje się cmentarz żołnierzy walczących podczas I i II wojny światowej. Leży na pagórku, granice wyznaczają betonowe paliki. Znajdują się na nim: kamienny pomnik poświęcony pamięci 500 żołnierzy Armii Rosyjskiej z 1914 r., z inskrypcją w języku niemieckim oraz dwiema płytami nagrobnymi; kamienny pomnik z 1939 r. upamiętniający żołnierzy Wojska Polskiego; kapliczka Matki Boskiej z tekstem autorstwa Janusza Mariona-More, kamienny pomnik upamiętniający żołnierzy Armii: Niemieckiej i Rosyjskiej z 1914 r. oraz groby żołnierzy WP z 1939 roku. Na przełomie XIX i XX wieku ukończono budowę linii kolejowej, która oddzieliła Gałków Mały od Dużego.
Zobacz też: Gałkówek, Gałków Duży, Gałkówek-Kolonia, Gałkówek-Parcela